# Habaka
Habaka (arab. ‏حبكا‎) – miasto w Jordanii, w muhafazie Irbid. W 2015 roku liczyło 4116 mieszkańców.